# جون تايلور (لاعب كرة سلة)
جون تايلور (25 ديسمبر 1989 بشيكاغو في الولايات المتحدة - ) (بالإنجليزية: John Taylor)‏ هو لاعب كرة سلة أمريكي في مركز هجوم خلفي. لعب مع California HeatWave ‏.